# Eunidia mehli
Eunidia mehli är en skalbaggsart som beskrevs av Holzschuh 1986. Eunidia mehli ingår i släktet Eunidia och familjen långhorningar.
Artens utbredningsområde är Sri Lanka. Inga underarter finns listade i Catalogue of Life.